# Diritto divino dei re

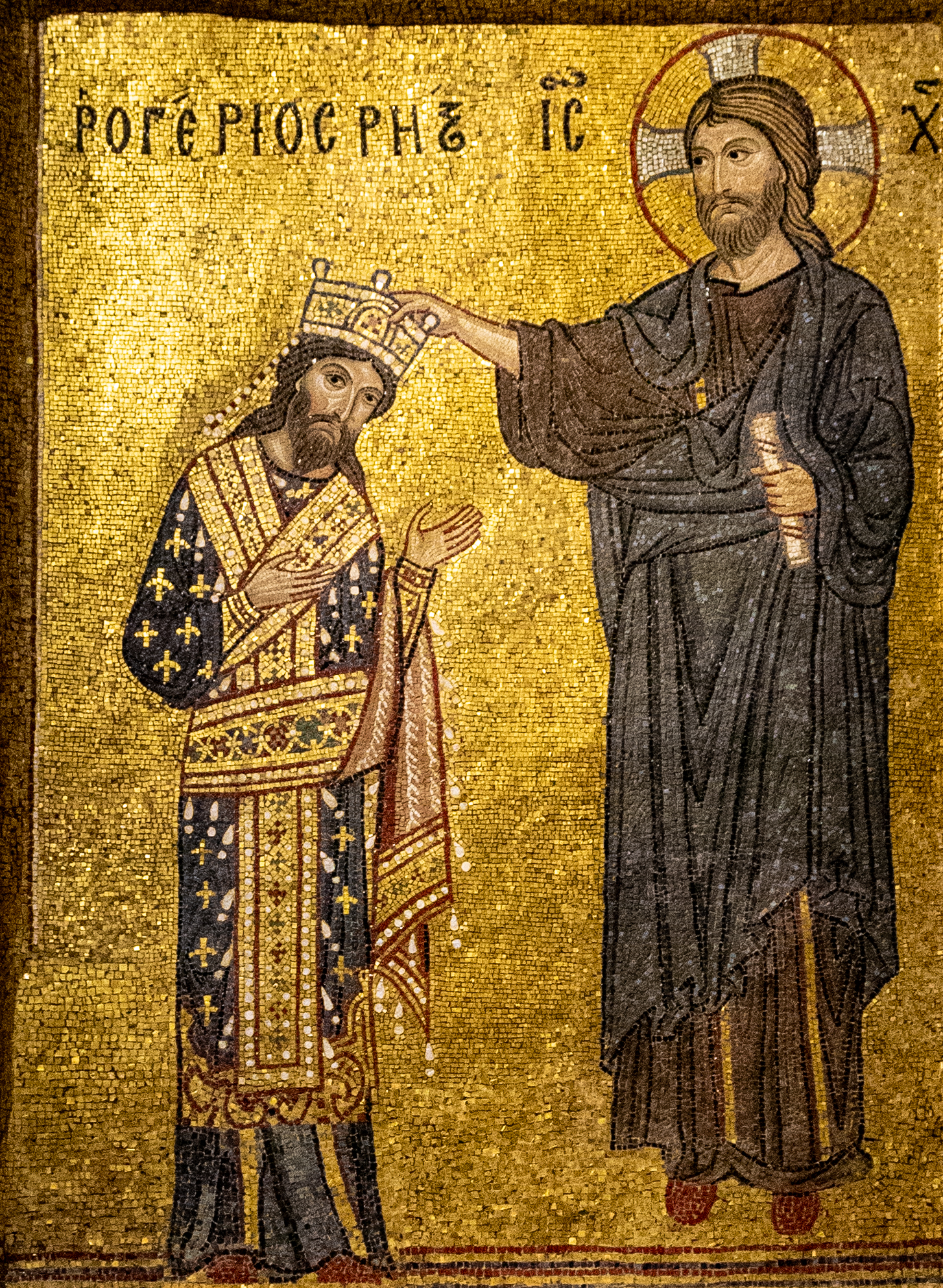
Ruggero II di Sicilia investito della regalità da Cristo (mosaico della Martorana, Palermo).

Il diritto divino dei re è un principio giuridico secondo il quale l'autorità del monarca sarebbe legittimata direttamente da Dio, e su cui le dottrine politiche e religiose europee dell'assolutismo monarchico ritenevano fondata la monarchia di natura "teocratica", o il binomio "trono e altare".

## Concezione
Il concetto del "diritto divino dei re" è differente dal più ampio "diritto reale concesso da Dio". Contrariamente al concetto cinese di "mandato celeste", che legittima il rovesciamento di un monarca oppressivo o incompetente, un re europeo non poteva perdere il diritto divino a causa del suo malgoverno. Nel Sol Levante, fino alla dichiarazione del 1946, la legittimazione dell'Imperatore del Giappone era basata sulla credenza della sua discendenza da Amaterasu, la dea del Sole nella religione shintoista. Comunque, contrariamente al caso europeo, questa discendenza dalla divinità non si traduceva automaticamente in potere politico.
Nel mondo occidentale la nozione di "diritto divino dei re" sicuramente esisteva già precedentemente al periodo medioevale, avendo il ruolo del re sin dall'antichità un significato sacrale presso le religioni pagane, conferito dagli Dèi. In seguito il concetto divenne uno dei fondamenti del ghibellinismo imperiale, per essere poi anche associato con la fede cattolica e di altre confessioni cristiane nate a seguito della riforma protestante.
Comunque, fu nel XVI secolo che venne usata intensamente come principale meccanismo politico per incrementare il potere dei re all'interno delle monarchie centralizzate, relativamente ai nobili e ai sudditi. La sua formulazione più esauriente venne data dal vescovo francese Jacques-Bénigne Bossuet e dal sovrano protestante inglese Giacomo I, ma la dottrina dei monarcomachi deve molto agli antichi scritti di Agostino d'Ippona e Paolo di Tarso.
Nella Lettera ai Romani, al capitolo 13, San Paolo scrisse che i regnanti in terra, anche nel caso in cui non fossero cristiani, erano nominati da Dio alle loro posizioni di potere, allo scopo di punire i malvagi. Alcuni studiosi biblici ritengono che San Paolo stesse scrivendo, in parte, per rassicurare le autorità romane che governavano il suo mondo, che il movimento cristiano non era politicamente sovversivo. Le difficoltà poste per i successivi cristiani furono dovute al fatto che il Nuovo Testamento non contiene piani espliciti per il governo di società principalmente cristiane. Esso assume che i cristiani sarebbero sempre stati una minoranza in un mondo pagano, e i suoi consigli politici erano limitati a suggerire di obbedire alla legge e stare alla larga dai governi pagani.
Sant'Agostino modificò l'accento nel suo De Civitate Dei, per gli scopi del da poco convertito Impero Romano, che si trovava in serie difficoltà politiche e militari. Mentre la "Città degli Uomini" e la "Città di Dio" potevano servire a scopi differenti, entrambe erano state istituite da Dio e servivano alla sua volontà ultima. Anche se la "Città dell'Uomo", il mondo del potere secolare, poteva sembrare empio e governato da peccatori, nonostante ciò, era stato posto sulla Terra per proteggere la "Città di Dio". Quindi i monarchi erano stati posti sul loro trono per gli scopi di Dio, e mettere in discussione la loro autorità equivaleva a mettere in discussione quella di Dio.
Durante l'inizio del regno di Luigi XIV, Bossuet portò questo argomento alle sue conclusioni estreme. Rivedendo i precedenti dell'Antico Testamento riguardo alla scelta dei re, Bossuet concluse che i re erano consacrati come rappresentanti di Dio sulla Terra. Ognuno di essi aveva ricevuto il suo trono da Dio stesso, e ribellarsi contro la loro autorità era come ribellarsi a Dio. Nessun parlamento, nobile, tanto meno il popolo, aveva il diritto di partecipare a questa autorità data da Dio, poiché era stata conferita dalla provvidenza divina attraverso il diritto di primogenitura.
In effetti Bossuet scrisse non per giustificare l'autorità di una monarchia già autocratica, ma per proteggerla da ulteriori incidenti e tumulti che avevano scosso il trono francese, come la serie di "fronde" nelle quali i nobili francesi avevano combattuto insignificanti guerre civili contro l'autorità di Luigi XIII e contro lo stesso Luigi XIV. Gli insegnamenti di Bossuet in definitiva si rivelarono essere la causa di molti tumulti e spargimenti di sangue in Francia. La nozione di diritto divino venne infine spazzata via dalla rivoluzione francese e il vero atto simbolico fu la morte sulla ghigliottina della regina Maria Antonietta, moglie di Luigi XVI, il 16 ottobre 1793, che da accesa sostenitrice di questo principio, convinta e implacabile avversaria della causa rivoluzionaria, era stata un simbolo del dispotismo tout court e ostinata roccaforte dell'ancien régime fino alla fine.

## Evoluzione moderna della dottrina
Un retaggio di questa dottrina rimane nella cerimonia d'incoronazione del sovrano britannico, che viene consacrato con l'olio santo dall'arcivescovo di Canterbury, che con questo gesto lo "ordina" alla monarchia.
Ulteriori richiami erano presenti nel tentativo di far risalire la genealogia dei monarchi europei al re Davide dell'Antico Testamento, che era stato unto re d'Israele dal profeta Samuele per volere di Dio, nella convinzione che tale supposta discendenza legittimasse il governo del sovrano in carica. Il re o la regina del Regno Unito è l'ultimo monarca che si sottopone a tale cerimonia, che in altre nazioni è stata sostituita da altre dichiarazioni.
Nel 1198, quando sconfisse i francesi alla battaglia di Gisors, il sovrano inglese Riccardo Cuor di Leone aveva messo in evidenza questo principio usando come motto di battaglia la frase Dieu et mon droit ("Dio e il mio diritto").

### Giacomo I d'Inghilterra
Sia in Scozia che in Inghilterra, Maria Stuarda si era sempre considerata un monarca assoluto, responsabile delle sue azioni solo a Dio e non obbligato a consultarsi con nessun altro. La sua esecuzione fu un duro colpo all'autorità divina dei sovrani e minò la teoria della monarchia assoluta.
Le motivazioni su questo principio sono esemplificate e portate oltre nel seguente passaggio del capitolo 20 dei Lavori di Giacomo I, il figlio di Maria Stuarda:
I re vengono giustamente chiamati dei, in quanto esercitano comportamenti o somigliano al potere divino in Terra: poiché se voi consideraste gli attributi di Dio, vedreste come concordano nella persona di un re. Dio ha il potere di creare o distruggere, fare e disfare a suo piacere, di donare la vita e mandare la morte, di giudicare tutto e di essere giudicato non responsabile verso nessuno; di innalzare le cose infime e di deprimere le cose elevate a suo piacere, e a Dio sono dovuti sia l'anima che il corpo. Un potere simile hanno i re; fanno e disfano i loro sudditi, hanno il potere di innalzare e deprimere, di vita e di morte, giudici su tutti i loro sudditi e in tutti i casi, e nonostante ciò non responsabili davanti a nessuno se non a Dio soltanto.
Io concludo quindi a questo punto toccando il potere dei re con questo assioma di divinità, che come contestare ciò che Dio può fare è blasfemia, così è sedizioso per i sudditi disputare ciò che un re può fare in virtù del suo potere. Ma solo i re saranno sempre pronti a dichiarare cosa vorranno fare, se non vorranno incorrere nella maledizione di Dio. Non sarò contento che il mio potere venga contestato; ma sarò sempre volenteroso nel far apparire le ragioni di tutti i miei atti, e governare le mie azioni in base alle mie leggi.»
I sudditi di Giacomo non erano disposti a sottomettersi a queste affermazioni. Sorse una dottrina contraria, formulata da giudici come Sir Edward Coke, secondo cui il re d'Inghilterra era la creazione della legge inglese, e soggetto a questa. Tale dottrina trovò aderenti nel Parlamento, spronata da precedenti anti-monarchici come la rivolta dei nobili che portò alla Magna Carta. Giovanni Senzaterra, che aveva firmato questo documento sotto coercizione e combattuto i ribelli con la benedizione del Papa Innocenzo III fino alla morte, fu di fatto l'ultimo vero sovrano teocratico, anche se molti discendenti riuscirono con successo a restaurare la monarchia assoluta.
Questo conflitto infine culminò nella guerra civile inglese del 1640, che venne vinta dalle forze rappresentanti il Parlamento, e l'esecuzione di Carlo I, figlio di Giacomo I e fervente sostenitore del diritto divino dei re, come la nonna paterna. La vittoria dei Parlamentari, confermata dalla Gloriosa Rivoluzione del 1688, fu il rintocco a morto del diritto divino dei re in Inghilterra, e stabilì fermamente il principio della monarchia costituzionale, in cui l'autorità massima era il Parlamento, non il monarca.